# Via Laura
Via Laura è una strada del centro storico di Firenze, situata in zona Santissima Annunziata, tra via Gino Capponi e Borgo Pinti, con un'intersezione con via della Pergola.

## Storia
La via si chiamava anticamente "via di Verzura", poiché strada campestre che attraversava una zona sostanzialmente ad orti, e per corruzione fu detta "via di Ventura". Quando Lorenzo de' Medici vi fece edificare un casino, prese il nome di "via Laurenziana" abbreviato in "via Laura", nome che peraltro ha condiviso un tempo con la vicina via della Colonna (via Laura di Pinti) ugualmente legata come questa ai progetti urbanistici del Magnifico, e con un tratto di via dell'Agnolo. Il "casino" sorgeva dove oggi si trova il palazzo della Crocetta.

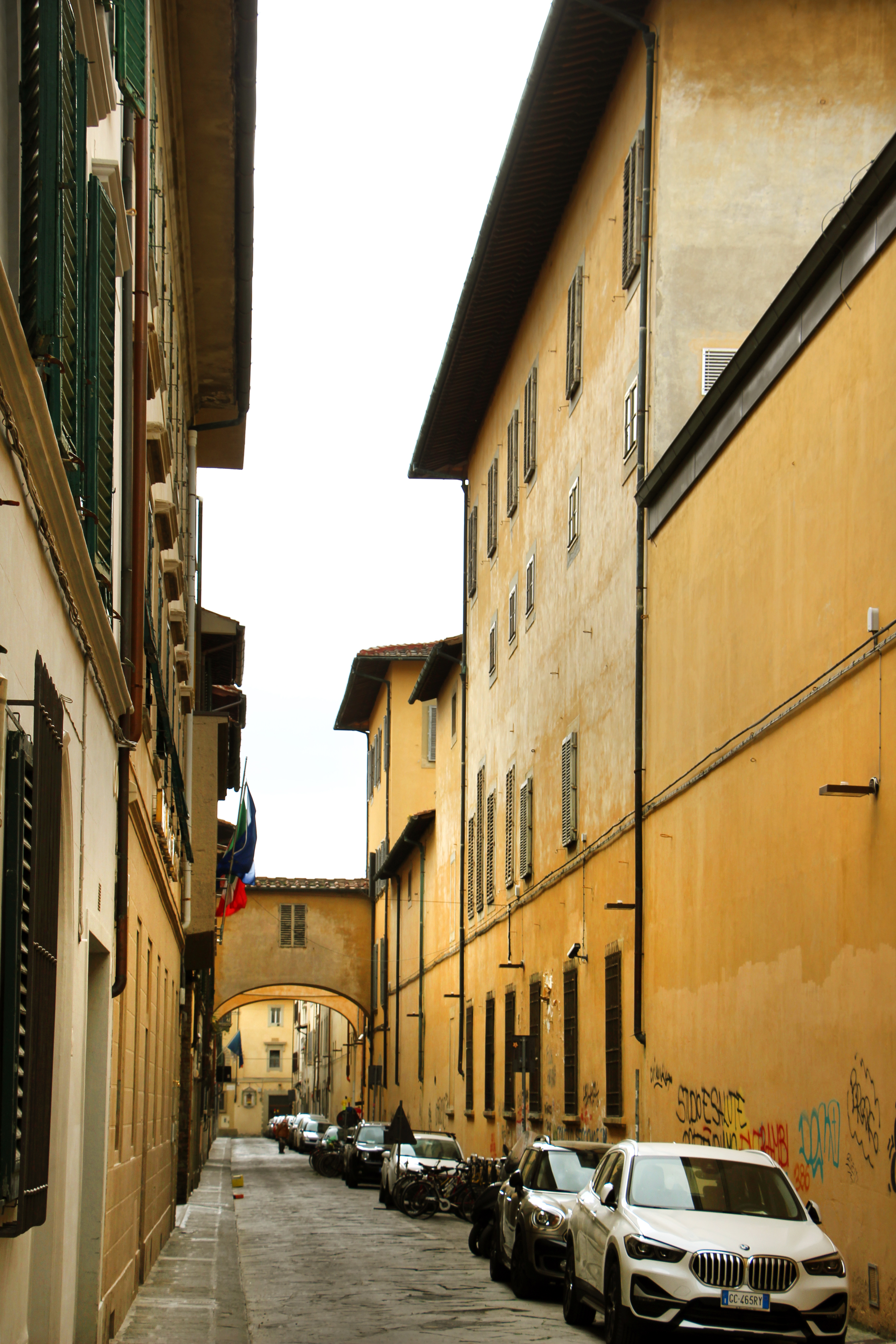
Veduta

Qui suor Domenica del Paradiso ottenne da Lorenzo, per 190 fiorini, un grande terreno sul lato nord della strada, dove edificò un nuovo convento domenicano, spendendo la bellezza di 12.000 fiorini. Il mancato sostegno al Savonarola, che pure apparteneva allo stesso Ordine domenicano, le fruttò l'appoggio dei Medici, in particolare di Clemente VII, che elargì molti privilegi a suor Domenica e al suo nuovo monastero, detto solo in seguito della Crocetta, per la croce rossa che le monache erano solite appuntarsi in petto. L'importanza del convento (oggi al 26) fece sì che per un certo periodo la stessa strada fosse chiamata "via della Crocetta", nome che però generava confusione col tratto parallelo dell'attuale via della Colonna, dallo stesso nome. In uno degli orti del convento suor Domenica ebbe una visione di Gesù, ricordata da un tabernacolo oggi in via Giusti, dove si trovava il retro del convento.
Nella pianta di Firenze delineata da Ferdinando Ruggieri nel 1731 la strada appare segnata con la denominazione di via Laura nel primo tratto, e di via della Crocetta nel secondo, in relazione alla presenza dell'omonimo monastero.
Dal 1502 inoltre in via Laura esisteva un altro importante monastero femminile, quello di Santa Maria degli Angiolini, situato nel tratto successivo verso ovest, all'angolo con via della Pergola.
All'epoca di Maria Maddalena de' Medici, l'inferma di casa Medici che viveva nel palazzo della Crocetta, vennero costruiti alcuni cavalcavia che ancora oggi caratterizzano la strada, i quali le permettevano di raggiungere i due monasteri e, su via Capponi, la basilica della Santissima Annunziata, da dove poteva assistere alla messa tramite una grata lungo la parte superiore della navata. Per lei venne edificato anche il Corridoio Mediceo che congiungeva le due ali del palazzo alle spalle del giardino, correndo proprio lungo via Laura: esso è oggi incluso nel percorso del Museo archeologico nazionale.
Con la soppressione dei monasteri la via divenne sede di altre istituzioni, come i conservatori, situati sia negli ambienti della Crocetta che di Santa Maria degli Angioli, a cui seguirono l'Archivio della Corte dei Conti nel periodo di Firenze capitale (1865-1871), l'Istituto Cesare Alfieri poi Facoltà di Scienze politiche e, nel dopoguerra, la Facoltà di Giurisprudenza, al numero 48, che ebbe qui sede fino al 2004, quando venne spostata nel Polo Universitario di Novoli. Le strutture moderne della ex-Facoltà sono oggi sede della Scuola di Studi Umanistici e della Formazione. Negli orti del monastero della Crocetta fu elevato il grande edificio dell'Istituto Gaetano Salvemini.

## Descrizione
Già caratterizzata dalla presenza di vari istituti religiosi, in ragione della soppressione di questi e della loro trasformazione in sedi di pubbliche istituzioni, pur mantenendo nell'ambito della viabilità cittadina carattere secondario, la via è sufficientemente frequentata.

### Edifici
| Immagine | N°    | Nome                                               | Descrizione |
| -------- | ----- | -------------------------------------------------- | --- |
|          | s.n.  | Casa del Perugino                                  | Nel 1494, in seguito al matrimonio con Chiara Fancelli che gli portò in dote ben 500 fiorini, il Perugino, all'apice della carriera, acquistò per 400 fiorini la casa in angolo con borgo Pinti da Ludovico di Francesco Tanagli. La zona era particolarmente comoda per gli artisti poiché vicina alla sede della Compagnia di San Luca all'Annunziata e dell'Accademia del Disegno. |
|          | 2     | Casa                                               | La casa, a due assi, anche se non particolarmente rilevante, mostra alcuni elementi che la differenziano rispetto alla più corrente tipologia delle antiche case a schiera, tanto da poter ipotizzare (visto l'ampio interasse tra le finestre e l'ampiezza del vano terreno che si sviluppa sulla destra rispetto al portoncino) che si sia determinata per riconfigurazione di una casa corte mercantile con, ovviamente, una soprelevazione che l'ha portata agli attuali quattro piani. Sopra l'ingresso, nobilitato da una cornice in pietra ampia e liscia, è un pietrino con l'insegna dei Servi di Maria (una S intrecciata al gambo di un giglio sradicato terminante con fiori), ad indicare un'antica proprietà riconducibile ai possessi della non lontana basilica della Santissima Annunziata.                                     |
|          | 3     | Casa                                               | Vicina alla cantonata con Borgo Pinti, questo edificio, a due assi per tre piani, si distingue per la presenza di una stemma sul portale, forse dei Medici. Non vuol dire necessariamente che essi ebbero a possedere l'edificio, può trattarsi anche dell'omaggio di un cittadino alla casa regnante; una scarsa traccia di pittura tuttavia parrebbe disegnare il campo d'azzurro: in questo caso si tratterebbe di un altro stemma familiare, come ad esempio della famiglia Federighi. |
|          | 14    | Casa                                               | Si tratta di un piccolo edificio, architettonicamente modesto. Abitarono in un appartamento ammobiliato di questa casa agli inizi del Novecento lo scrittore e poeta Marino Moretti, lo scrittore e filosofo Carlo Michelstädter e lo scrittore e critico letterario Renato Serra, quando erano studenti trasferitisi a Firenze per frequentare il primo la Reale Scuola di Recitazione Tommaso Salvini (che si trovava nella stessa via Laura al n. 64), gli altri l'Istituto di Studi Superiori. |
|          | 16    | Casa                                               | Una semplice casa a schiera, a due assi per due piani, mostra un portalino centinato con cornice in pietra, forse riferibile al XVI secolo, sormontato da uno stemma senza figure scolpite, che originariamente poteva però essere stato dipinto. |
|          | 26    | Ex-conservatorio degli Angiolini                   | Nel 1507 un gruppo di sei nobili pie donne fiorentine acquistarono alcune case dal lanaiolo Dioniso di Clemente in via Laura e via Laura a Pinti (oggi via della Colonna), per dedicarsi alla vita religiosa ed alle opere caritatevoli. Si votarono alla regola domenicana e nel 1509 furono riconosciute nel terzo ordine da parte di Giulio II. Con l'avvicinamento di un numero di donne sempre crescente, l'edificio venne ampliato e trasformato in un vero e proprio monastero di clausura.Nel 1785, il Granduca Pietro Leopoldo, in una delle prime ondate di soppressioni monastiche, secolarizzò il monastero e lo trasformò in conservatorio: la memoria di questa istituzione resta nel corpo di fabbrica a nord di via Laura, mentre in quello a sud, dove si trova la chiesa, resta un cenobio retto dalle monache di Santa Marta. |
|          | 46    | Casa Corsi                                         | Si tratta di un edificio semplice, a due assi sue due piani rialzati, che si distingue per la presenza sopra il portale, oltre la grata che dà luce alle scale interne, di uno stemma quadrato forse della fine del Settecento, inciso sulla pietra, che mostra le iniziali G. C. ed è riferibile alla famiglia Corsi di Anghiari (di cielo, al cane d'argento sedente sul terreno al naturale, collarinato di rosso e [incatenato] al naturale da destra, retroguardante una stella a otto punte d'oro, posta nel cantone sinistro del capo). |
|          | s.n.  | Cavalcavia di Santa Maria degli Angiolini          | Il convento aveva i propri orti oltre via Laura e quando alla fine del Seicento fu tracciato l'ultimo tratto di via della Pergola, le monache chiesero a Cosimo II de' Medici un passaqggio sotterraneo per raggiungerli in tranquillità, richiesta poi mutata in un cavalcavia coperto, che fu autorizzato e realizzato nel 1617, tuttora esistente. |
|          | 48    | Edificio della Facoltà di Scienze della Formazione | Era qui il convento domenicano della Crocetta, fondato da suor Domenica del Paradiso nel 1511, costruito entro il 1519, quindi ampliato e ristrutturato a più riprese fino alla soppressione nel 1808, confermata nel 1866 e passato al demanio dello Stato. Ebbe vari utilizzi, finché fu concesso a Carlo Alfieri di Sostegno come Istituto di Scienze Sociali Cesare Alfieri. Da allora inizio una nuova storia del complesso, volta alla didattica. Fu Università libera nel 1925, poi sede di alcune Facoltà dell'Università degli Studi di Firenze, mentre intanto, entro 1891, la grande area alle spalle dell'ex convento, tenuta a orti e giardino, fu occupata dal grande edificio dell'Istituto Tecnico per Geometri Gaetano Salvemini. Oggi ospita la Facoltà di Scienza della Formazione, dal settembre 2009.                       |
|          | s.n.  | Cavalcavia della Crocetta                          | Quando il convento della Crocetta fu ampliato e ristrutturato da Giulio Parigi nel 1621, in occasione dei lavori di costruzione dell'attiguo palazzo della Crocetta, progettato dallo stesso architetto per Maria Maddalena de' Medici, venne creato un collegamento tramite un cavalcavia ancora oggi esistente. |
|          | 50-52 | Hotel Morandi alla Crocetta                        | L'edificio che si prospetta sulla via con una semplice facciata (sette assi su due piani), ingloba alcuni resti del convento della Crocetta, tra i quali spicca una stanza affrescata che affacciava direttamente sulla chiesa e che dovette essere usata come coro dalle monache. Vi sono rappresentate le storie della fondatrice suor Domenica del Paradiso, riferibili a un artista del Seicento fiorentino, forse Alfonso Boschi. |
|          | 56    | Casa                                               | In questa casa, grande ma priva di particolari pregi architettonici, abitò, dal 1938 fino alla morte nel 1971, Bruno Cicognani. Sul fronte è una targa che ricorda lo scrittore e un medaglione in bronzo con il ritratto dello stesso, dono degli artisti fiorentini del vicino piazzale Donatello e opera di Sergio Benvenuti (1963 ma qui collocato nel 1994). Del carattere degli interni rimangono alcune note scritte dall'amico Bino Sanminiatelli: "un appartamento borghese e arieggiante all'Ottocento, nel centro della città, tra odor di libro, di vecchie tappezzerie e di cose rafferme, vicino alla Chiesa della Santissima Annunziata". |
|          | 58-60 | Palazzina                                          | Si tratta di una estesa palazzina per la quale la letteratura consultata non ha offerto nessuna notizia utile, nonostante l'ampio giardino interno a suo tempo oggetto di una campagna fotografica della Soprintendenza ai Monumenti. Il fronte si presenta riconfigurato nel primo Ottocento, e articolato per sei assi su quattro piani, con al centro della fascia basamentale (in finto bugnato) due portoni. |
|          | 64    | Casa                                               | Edificio contrassegnato da un grande e alto portone, è ora sede della filiale toscana dell'Agenzia del Demanio. Dal 1882 al 1918 era qui la Regia Scuola di recitazione, fondata e diretta dall'attore e storico del teatro Luigi Rasi, ravennate, frequentata, tra gli altri, dallo scrittore Marino Moretti (che risiedeva qui al 14), il quale rievocò quegli anni in un libro intitolato proprio Via Laura. Successivamente gli ambienti passarono in uso al G.U.F., Gruppo Universitario Fascista, che adibì la sala principale a teatro sperimentale. La stessa fu trasformata, sempre durante il ventennio fascista, in sala di proiezione, con la denominazione di cinema Quirinetta. |
|          | 70    | Casa della Compagnia di Sant'Eligio degli Orefici  | Dal 1494 ebbe qui sede, o nelle immediate vicinanze, la Compagnia di Sant'Eligio degli Orefici, a cui poteva accedere esclusivamente chi esercitasse le professioni di gioiellere, orefice, battiloro o argentiere a Firenze da almeno 5 anni, e che per questo era stata una di quelle confraternite professionali in cui le pratiche devozionali si mescolavano quelle lavorative, come in un sottinsieme più specifico dell'Arte maggiore di cui essi facevano parte. Su questa casa si trova l'unico pietrino superstite della Compagnia, che mostra in maniera molto stilizzata lo stemma con sant'Eligio che cesella il trono del re di Francia. |
|          | 72    | Compagnia di San Giobbe                            | All'angolo con via Gino Capponi aveva la propria sede la Compagnia di San Giobbe, con un oratorio che aveva l'ingresso su questa strada. L'oratorio risaliva all'anno 1500, e nel tempo sono documentati vari lavori che ne racconciavano la struttura un po' malconcia. La Compagnia non sopravvisse alle soppressioni di Pietro Leopoldo del 1785, e tutto lo stabile, che comprendeva anche l'attigua Compagnia di San Lorenzino, fu poi trasformato in civile abitazione, sopraelevandolo. Oggi l'unica traccia dell'antico oratorio è un portale di forma inconsueta su via Laura e un'aula con soffitto a travi occupata attualmente da un bar. |
|          | s.n.  | Palazzo della Crocetta                             | L'ultimo tratto della strada, a sud, mostra il muro tergale, senza aperture, del palazzo della Crocetta. Su questo lato, invisibile dalla strada, si estende il corridoio mediceo, uno dei passaggi creati affinché Maria Maddalena de' Medici potesse assistere alla messa alla Santissima Annunziata, mentre il cavalcavia che attraversa qui via Laura poteva far visitare alla malcapitata il monastero della Crocetta da essa generosamente sovvenzionato. |

### Lapidi
Di fronte al numero 26, presso l'ex monastero di Santa Maria degli Angiolini, si trova una lapide dei Signori Otto, la stessa che si legge anche in via della Colonna 34:
| I SS · OTTO HANO PROIBITO OGNI SORTE DI GIVOCO INTORNO A QVESTO MONAST° · 1636 |

Al 56 la lapide dedicata a Bruno Cicognani:
| QUI VISSE ED OPERÒ A LUNGO BRUNO CICOGNANI SCRITTORE 1879 - 1971 |

Una seconda lapide allo scrittore si trova in via dei Servi 42.